# Calor Urbano
Calor Urbano fue una banda dominicana que se formó a finales del 2002 y estaba compuesta por Vicente García en las vocales, Adolfo Guerrero como MC, Joel Berrido en el bajo y Carlos Chapuseaux en las guitarras, unen influencias del Soul, Funk, Disco, Hip-Hop, Neo soul, Nu-Jazz con unos sutiles toques latinos para crear un estilo único.

## Sus comienzos
Su primer sencillo "Calor Urbano", fue lanzado a las emisoras de la República Dominicana en el 2003 y el cual graban bajo la producción e ingeniería de Mike Rodríguez y José A. Bordas.
Inmediatamente se coloca dentro de los primeros lugares en los listados nacionales de su género, adquiriendo gran auge en las emisoras de su tipo en el Distrito Nacional y con muy buenas críticas por los entendidos de la escena musical.
En el mismo año la agrupación lanza su segundo sencillo promocional "Vértigo" y a finales del 2004 toman de nuevo los listados con su tercer sencillo "To Soul", posicionándose dentro de las bandas líderes de la República Dominicana, logrando introducir sus tres primeros sencillos entre las principales canciones del año en las emisoras de su género en el país.
Durante el mismo año fueron nominados como mejor banda de Pop/Rock en los "Premio del Pueblo" otorgados por el canal Teleantillas de Santo Domingo.

## Transmisión Groove
Es como se llama el primer disco de Calor Urbano, grabado en la ciudad de Miami y en Santo Domingo, y también masterizado en Fuller Sound de Miami.
Contando con la participación de grandes instrumentistas como Carlo Magno Araya percusionista de Rubén Blades, Sandy Gabriel reconocido saxofonista dominicano. Ingenieros como Allan Leschorn conocido por trabajar con Juan Luis Guerra, Chichí Peralta entre otros. Los ingenieros, Mario García Haya, ganador de grammys y reconocido por su trabajo con Gonzalo Rubalcaba, Bolívar Gómez ganador de Grammys y reconocido ingeniero, Juan Cristóbal Losada, reconocido ingeniero por haber trabajado con Gilberto Santa Rosa, David Bisbal, Carlos Santana, Chayanne entre otros, lo cual suma una calidad notable en el disco "Transmisión Groove".

## Años 2006-2008
Calor Urbano vuelve y reafirma que es una de las agrupaciones alternativas más sólidas de la República Dominicana logrando mantener una asistencia de alrededor de mil personas por presentación.
Además de tener varios logros, como ser voz de las principales marcas comerciales como: Presidente haciendo sus campañas de Verano, Brugal y otras marcas de la Rep. Dom. a nivel radial.
Se presentaron junto a la agrupación Cultura Profética de Puerto Rico en la playa Cabarete.
También en el 2006, lanzan su primer sencillo “Pa que no Pienses” del disco "Transmisión Groove" el cual causa una gran aceptación por parte de los periodistas, emisoras, como al público a nivel nacional logrando posicionarse #1 a las dos semanas de salir en las emisoras del género.
Se convierten en unas de las pocas agrupaciones alternativas en vender cerca de las 2,000 copias en el primer mes de venta.
Lanzan su primer disco “Transmisión Groove”, en el Hard Rock Café Santo Domingo, el cual fue seguido de un concierto en el que, hicieron récord de asistencia 2006, al llevar más de 900 personas al Hard Rock Café, seguido de otro concierto a casa llena en el 2007 con más de 900 dejando fuera a un total de más de 300 personas.
Su primer video “ Pa que no pienses”, fue realizado con la productora “La Visual Sonora”, bajo la dirección de Tabaré Blanchard, el cual, ha causado sensación dentro de la realización de videos en la República Dominicana, ya que sus efectos especiales, y edición, han sido muy innovadoras y diferentes con un corte totalmente internacional.
Su disco “Transmisión Groove”, se encuentra desde su primera semana de lanzamiento, dentro de la lista de “Best Sellers “de Musicalia la tienda de discos número uno en Rep. Dom. el cual está distinguido dentro de la misma tienda con un sitial preferencial.
En el mes de enero del 2007 parten hacia la ciudad de Miami, a hacer promoción, en el cual estarán en varias presentaciones y Showcase, así mismo como en programas de televisión en esta ciudad.
Además obtienen dos nominaciones a los Premios Casandra 2007 como:
“Mejor Grupo Pop / Rock del Año “ y “Mejor Video del Año “, con “Pa’ que no Pienses “ dirigido por Tabaré Blanchard.
Son teloneros del Tour Blanco y Negro del cantante Ricky Martin, contando con la aceptación total de 25,000 personas.
En septiembre de 2007 se presentaron en la Feria Internacional de Barquisimeto, Venezuela, abriendo la presentación de Juan Luis Guerra, donde obtuvieron una gran respuesta del público.Luego de esto viajan a la ciudad de Caracas a cumplir con un extenso media tour, por diversos medios de comunicación.
El grupo ganó una de sus dos nominaciones en los premios Casandra 2008 como grupo pop-rock del año.
Calor urbano en julio del 2008 empieza su gira como teloneros de Juan Luis Guerra donde están recorriendo todas las partes del mundo.
Este grupo lleva una muy buena relación con Juan Luis Guerra quien está produciendo su nuevo disco.
En agosto de 2010 se anunció la salida oficial del vocalista y líder del grupo Vicente García para lanzarse como solista.